# 别的因
别的因（1229年—1309年），元朝乃蛮部人。抄思的次子。
别的因善刀舞，精骑射，被士卒所敬服。开始在窝阔台第三可敦帐下，1254年，袭父职为副万户，镇守随州、颍州等处。1256年，受命总辖随州、颍州的征镇军士。忽必烈在位时，为寿州、颍州二州屯田府达鲁花赤。1276年，为明威将军、信阳府达鲁花赤，在以上两地灭除虎害。1279年，晋升为宣威将军、常德路副达鲁花赤，平同知李明秀作乱。1294年，为怀远大将军，池州路达鲁花赤。途经荆山，为民除野猪之害。1309年，官至昭勇大将军、台州路达鲁花赤，不久去世。

## 延伸阅读
[在维基数据编辑]
 《新元史/卷118》，出自柯劭忞《新元史》